# مجلس القضاء الأعلى (العراق)
مجلس القضاء الأعلى في العراق هو السلطة الإدارية العليا المختص بشؤون السلطة القضائية في العراق.

## التاسيس
تأسس مجلس القضاء بتركيبة جديدة تضم كل من رئيس محكمة التمييز ونوابه ورئيس مجلس شورى الدولة ورئيس الادعاء العام ورئيس هيئة الاشراف العدلي ورؤساء محاكم الاستئناف ومدير عام الدائرة الإدارية إذا كان من القضاة أو أعضاء الادعاء العام. وتطور الامر في ظل قانون إدارة الدولة العراقية للمرحلة الانتقالية حيث نصت المادة الخامسة والاربعين منه على إعادة تشكيل مجلس القضاء وأُعطي اسماً جديداً وهو (مجلس القضاء الأعلى) ويتشكل من رئيس المحكمة الاتحادية العليا رئيساً وعضوية كل رئيس ونواب محكمة التمييز الاتحادية ورؤساء المحاكم الاستئنافية الاتحادية ورئيس محكمة تمييز إقليم كردستان ونائبيه ورئيس الادعاء العام ورئيس هيئة الاشراف القضائي. ثم جرى ترسيخ هذا المجلس بموجب المادة (87) من دستور جمهورية العراق النافذ.

## نبذة تاريخية
نظم قانون السلطة القضائية رقم (26) لسنة 1963 شؤون القضاة في العراق، إذ ان تشريعات تنظيم القضاء في العراق التي سبقته وضعت في ظل ظروف واوقات لم يتوخ فيها المشرع حرمة القضاء واستقلاله بقدر ما كان يتوخى فيها مصلحة الحاكمين على حساب العدالة. وأهم مستجدات هذا القانون هو تغيير اسم لجنة امور الحكام والقضاة التي كانت تدير شؤون القضاة إلى اسم (مجلس القضاء). وقد ضمت تشكيلة مجلس القضاء في القانون المشار اليه رئيس محكمة التمييز ورئيساً مجلس التمييز الشرعي ورئيس هيئة التفتيش العدلي ونائب رئيس محكمة التمييز واحد كبار موظفي وزارة العدلية، واستمر (مجلس القضاء) في ممارسة مهامه بإدارة شؤون القضاة. حتى عام 1977 حيث صدر قانون وزارة العدل رقم (101) لسنة 1977 وبموجبه الغي (مجلس القضاء) ليحل محله مجلس العدل، الذي يرأسه وزير العدل. وبذلك فقد القضاء استقلاليته فلم يمارس دوره إذ أصبحت السلطة التنفيذية ممثلة بوزير العدل مهيمنة عليه وحسب نظرياتها السياسية مما شكل انعطافة خطيرة وحادة في تاريخ القضاء العراقي وقد استمر الحال حتى تغيير النظام السياسي في 9 نسيان/أبريل 2003. حيث ارتفعت الأصوات منادية باستقلال القضاء وبناء دولة القانون، فأرتئت سلطة الائتلاف المؤقتة لقوات التحالف في حينه ان استقلال القضاء عامل مهم في حفظ امن المجتمع وضمانة من ضمانات الديمقراطية في العراق. فصدر الامر رقم (35) في 18 أيلول/سبتمبر 2003 بإعادة تأسيس (مجلس القضاء) حيث تصدرت ديباجة الامر العبارة التالية ((ان السبيل إلى فرض حكم القانون هو نظام قضائي مؤلف من كادر مؤهل وحر مستقل عن التأثيرات الخارجية)). فكان الهدف واضحاً من إعادة تشكيل مجلس القضاء هو تحقيق (دولة القانون) وقد حقق صدور الامر رقم (35) مكسبان:-
الأول / إعادة تأسيس مجلس القضاء ليكون مسؤولاً ومشرفاً على النظام القضائي في العراق وبشكل مستقل عن وزارة العدل.
الثاني / السعي لإقامة دولة القانون.